# 周良寅
周良寅（1542年—1622年），字以衷，號象林，福建泉州府晉江縣人，民籍，明朝政治人物。

## 生平
隆庆四年（1570年）庚午科福建鄉試第四名舉人。隆慶五年（1571年）中式辛未科會試第六十五名，三甲第二名進士。通政司觀政，授中書舍人，萬曆三年（1575年）三月选授戶科給事中，監管光祿寺，四年升兵科右，五年正月升刑科左，四月升任刑科都給事中。反對張居正奪情，八年正月出任浙江右参政。萬曆十年貶為靖州州判，迁寧國縣知縣，十四年致仕辞官归乡。卒年八十一。

## 家族
曾祖周洤，壽官；祖父周聦，訓導；父周茂中，字伯冕，號杜林，嘉靖癸卯科舉人，官四會縣知縣。母陳氏。具庆下。從兄周良賓（户部郎中）。